# Gora Central'naja (berg)
Gora Central'naja är ett berg i Antarktis. Det ligger i Östantarktis. Australien gör anspråk på området. Toppen på Gora Central'naja är 1 941 meter över havet.
Terrängen runt Gora Central'naja är lite kuperad, och sluttar brant österut.  Trakten är obefolkad. Det finns inga samhällen i närheten.